# Arhanghelul Mihail

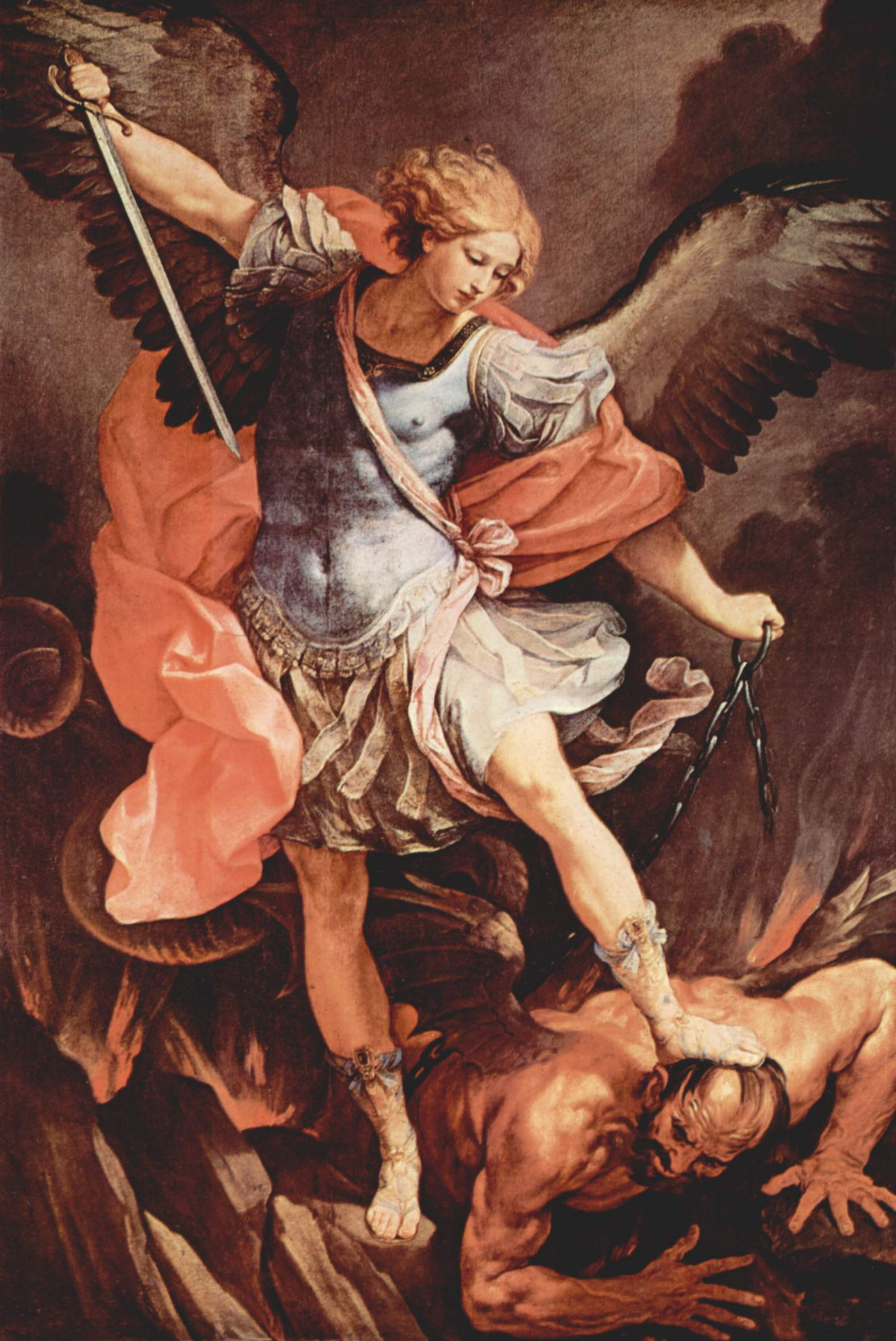
Guido Reni, Arhanghelul Mihail, pictură, 1635, Santa Maria della Concezione, Roma

Arhanghelul Mihail (în ebraică מִיכָאֵל, în greacă Μιχαήλ, în latină Michael sau Míchaël, în arabă ميخائيل, transliterat: Mīkhā'īl) este un arhanghel în învățăturile iudaice, creștine și islamice.
În ebraică, semnificația numelui Mihail (mi - care, ke - ca, El - divinitate) este interpretată în mod tradițional ca o întrebare retorică: „Cine este ca Dumnezeu?” (la care se așteaptă un răspuns negativ), pentru a sugera faptul că nimeni nu este ca Dumnezeu. În acest fel, Mihail este reinterpretat ca un simbol de umilință în fața lui Dumnezeu.
În Biblia ebraică Mihail este menționat de trei ori în Cartea lui Daniel, o dată ca un „prinț mare, care se ridică pentru copiii poporului tău”. Ideea că Mihail a fost avocat al evreilor a devenit atât de răspândită că, în ciuda interdicției rabinice împotriva apelului la îngeri ca intermediari între Dumnezeu și poporul său, Mihail a ajuns să ocupe un anumit loc în liturgia evreiască.
În Noul Testament, Mihail conduce armatele lui Dumnezeu împotriva forțelor lui Satan în Cartea Apocalipsei, unde în timpul războiului din cer îl învinge pe Satana. În Epistola lui Iuda se face referire la Mihail în mod special ca „arhanghel”. 
Sanctuare creștine pentru Mihail au apărut în secolul al IV-lea, când a fost văzut pentru prima oara drept înger vindecător, iar apoi de-a lungul timpului ca un protector și lider al armatei lui Dumnezeu împotriva forțelor răului. Prin secolul al VI-lea, devoțiuni pentru Arhanghelul Mihail au fost răspândite, atât în Bisericile de Est cât și în Bisericile de Vest. În timp, învățăturile lui Mihail au început să varieze între confesiunile creștine.
După creștinarea Imperiului Roman, Arhanghelul Mihail a fost considerat patron al Sfântului Imperiu Roman, iar apoi patron al Germaniei.

## Introducere
Termenul arhanghel este format din arche (gr. conducător, cel mai mare, comandant) și anghelos (gr. mesager, sol, înger) și se traduce prin „Comandantul îngerilor”, „Cel mai mare Mesager”. Cuvântul apare doar de două ori în întreaga Biblie, o dată fiind legat de „Mihail”, iar altă dată de „Domnul Hristos”. Contrar credinței populare, Biblia nu acordă lui Gabriel sau altcuiva acest titlu de Arhanghel.
În Biblie există cinci referințe care dezvăluie o identitate enigmatică: Mihail, Arhanghel, Marele Voievod:
- „Mihail, una din căpeteniile cele mai de seamă, mi-a venit în ajutor, și am ieșit biruitor.”[8]
- „Nimeni nu mă ajută împotriva acestora, în afară de voievodul vostru Mihail.”[9]
- „În vremea aceea se va scula marele voievod Mihail, ocrotitorul copiilor poporului tău.”[10]
- „Și în cer s-a făcut un război. Mihail și îngerii lui s-au luptat cu balaurul.”[11]
- „Arhanghelul Mihail, când se împotrivea diavolului... pentru trupul lui Moise.”[12]

## Opțiunea identificării lui Mihail cu Mesia / Hristos
Patru perechi de pasaje paralele:
1. Glasul care învie morții: 1 Tesaloniceni 4,16: „Însuși Domnul cu un strigăt (de luptă), cu glasul de arhanghel și cu trâmbița lui Dumnezeu, Se va pogorî din cer; și întâi vor învia cei morți în Hristos.” Aici, în momentul învierii morților, Domnul apare vorbind cu glasul de arhanghel. E știut că îngerii n-au putere să învie morții, ci doar Dumnezeu. Glasul de arhanghel este glasul dătătorului vieții, care are puterea să restaureze viața. (Expresia greacă ἐν φωνῇ ἀρχαγγέλου se traduce: „cu glas de arhanghel", adică glasul care poruncește îngerilor.) Ioan 5,25-29: „ ...vine ceasul... când cei morți vor auzi glasul Fiului lui Dumnezeu, și... vor învia... Vine ceasul când toți cei din morminte vor auzi glasul Lui și vor ieși afară din ele...”. Ioan descrie cu alte cuvinte același moment culminant. Biblia spune că este un singur glas care învie morții, al Singurului care este Învierea și viața (Ioan 11,25); al Fiului – Singurul căruia Tatăl I-a dat puterea să învie pe morți (Ioan 5,21).
2. Persoana care învie morții: Iuda 9: „Arhanghelul Mihail, când se împotrivea diavolului și se certa cu el pentru trupul lui Moise, n-a îndrăznit să rostească împotriva lui o judecată de ocară, ci doar a zis: ’Domnul să te mustre!’”. Versetul face referire la lupta Arhanghelului Mihail cu diavolul pentru trupul lui Moise, în momentul învierii lui Moise și luării lui la ceruri (de unde Moise va coborî împreună cu Ilie pe Muntele schimbării la față, ca să-L încurajeze pe Hristos înaintea răstignirii – Matei 17,3). 1 Tesaloniceni 4,16,: „Însuși Domnul cu un strigăt (κελεύσμα = strigăt de luptă, ordin militar), cu glas de Arhanghel și cu trâmbița lui Dumnezeu, va coborî din cer; și... vor învia cei morți în Hristos.”. În ambele texte, aceeași ”Persoană” care învie morții. Sunt singurele locuri biblice în care apare titlul de Arhanghel.
3. Eroul aceluiași eveniment: Ioan 5,28.29: „ ... toți cei din morminte vor auzi glasul Fiului și vor ieși afară din ele. Cei ce au făcut binele, vor învia pentru viață, iar cei ce au făcut răul, vor învia pentru judecată.” Daniel 12, 1-2: „În vremea aceea se va scula marele voievod Mihail, ocrotitorul copiilor poporului tău... Mulți din cei ce dorm în țărâna pământului se vor scula: unii pentru viața veșnică, și alții pentru ocară și rușine veșnică.” În ambele pasaje este descrisă aceeași scenă a învierii. În ambele este un singur Erou, același care declanșează evenimentul. Celebrul comentator biblic din secolele XVIII-XIX, Matthew Henry, scria: „Mihail înseamnă ’Cine este ca Dumnezeu’. Numele acesta, împreună cu cel de ’Marele Voievod (Prinț)’, se referă la Mântuitorul divin. Hristos este singurul care stă în favoarea copiilor poporului nostru, prin jertfa pe care a adus-o și care-i conferă dreptul să fie Ocrotitorul lor...”
4. O identificare-cheie: Isaia 9,6: „Căci un Copil (Mesia) ni s-a născut, un Fiu ni s-a dat, și domnia va fi pe umărul Lui; Îl vor numi: ’Minunat, Sfetnic, Dumnezeu tare, Părinte al veșniciilor, Domn al păcii”. Termenul românesc „Domn” este folosit de traducător pentru cuvântul ebraic „Sar”. Daniel 12,1: „În vremea aceea Se va scula Marele Voievod Mihail...” Termenul românesc „Voievod” este folosit pentru traducerea aceluiași cuvânt ebraic, și anume tot „Sar”. Teofania lui Iosua: Biblia relatează cum Iosua se întâlnește cu un personaj misterios (Iosua 5,14.15), care se identifică drept „Căpetenia oștirii Domnului” și îi cere lui Iosua să-și scoată încălțămintea înaintea Sa, exact cum îi ceruse Dumnezeu lui Moise, când cu rugul (Exod 3,5.6). Această „Căpetenie” nu este un înger, căci Biblia arată clar că îngerilor nu trebuie să li se aducă închinare (Apocalipsa 19,10; 22,8.9), ci numai lui Dumnezeu. Termenul ebraic pentru cuvântul tradus aici prin „Căpetenie” este același „Sar”.

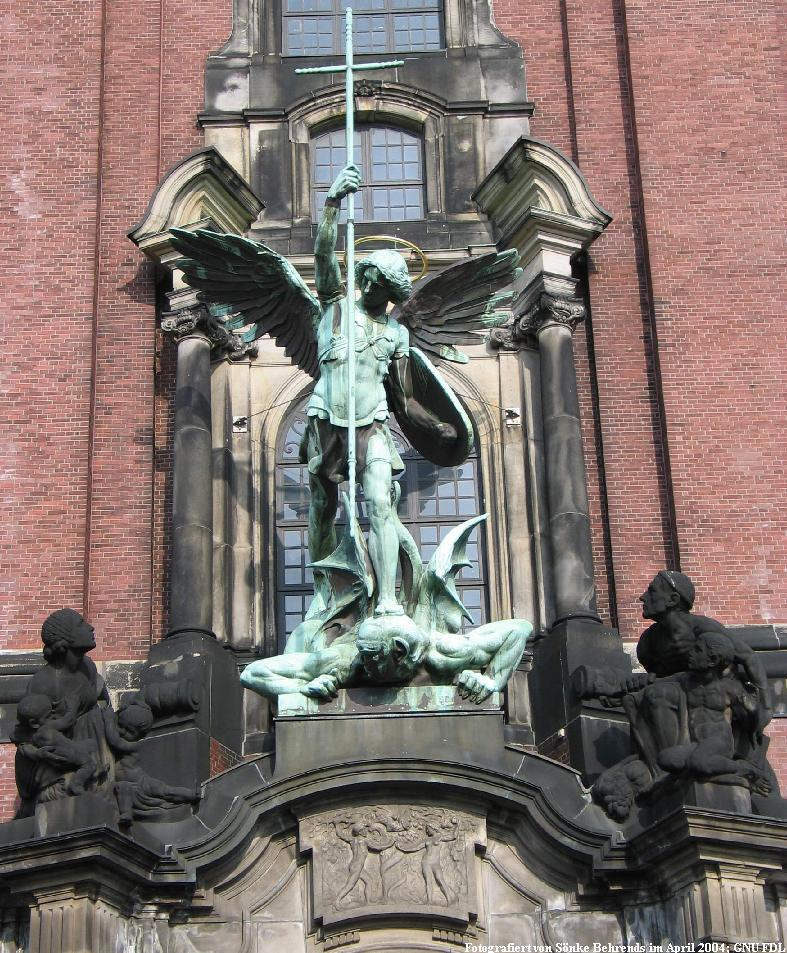
Arhanghelul Mihail, portalul bisericii Sf. Mihail din Hamburg

Iustin Martirul, Origene, Cyprian, Eusebius, Theodoret, etc., au identificat pe Căpetenia Oștirii Domnului din Iosua 5, fie cu „Îngerul/Solul Domnului", care este Iisus, fie cu Arhanghelul Mihail din Daniel 10 și 12. Mihail Arhanghelul a fost identificat cu „Îngerul (Solul) Domnului", pe temeiul descrierilor din capitolele: Geneza 16; 21; 22; 31; Exodul 3; 14; Numeri 22; Judecători 2; 5; 6; 13; 1 Samuel 29; 2 Samuel 14; 19; 24; 1 Împărați 19; 2 Împărați 1; 19; 1 Cronici 21; Isaia 37; Zaharia 3. 
De asemenea, a fost identificat și cu „Îngerul (Solul) Feței (Prezenței) Domnului" (Isaia 63), cu Solul Legământului. Întrucât acest personaj ceresc este descris în teofaniile biblice ca fiind un trimis al lui Dumnezeu, dar în același timp poartă numele lui Dumnezeu, precum și atribute divine și dreptul de a fi adorat, s-a impus concluzia că nu poate fi altul decât Hristos, preexistent și apoi întrupat și glorificat.

Puține confesiuni și-au însușit această identificare nepopulară. Unul din motive este acela că statutul de „înger" ar sugera, mai degrabă, o creatură, ceea ce unele confesiuni antitrinitare chiar afirmă (e.g. Martorii lui Iehova). Dar nu orice teologie care îl identifică pe Arhanghelul Mihail cu Hristos îl consideră pe Hristos un înger. În limbile biblice, termenii care au fost traduși cu „înger" nu se referă la natura ființei, ci la rol / funcție / misiune (מלאך mal'akh = sol, trimis, delegat, ambasador, reprezentant; ἄγγελος ánghelos = sol, vestitor, etc.). De aceea, milioane de creștini (în special Adventiștii de Ziua a Șaptea) acceptă această identificare a lui Mihail cu Iisus, păstrând în același timp credința în dumnezeirea deplină a Mântuitorului.

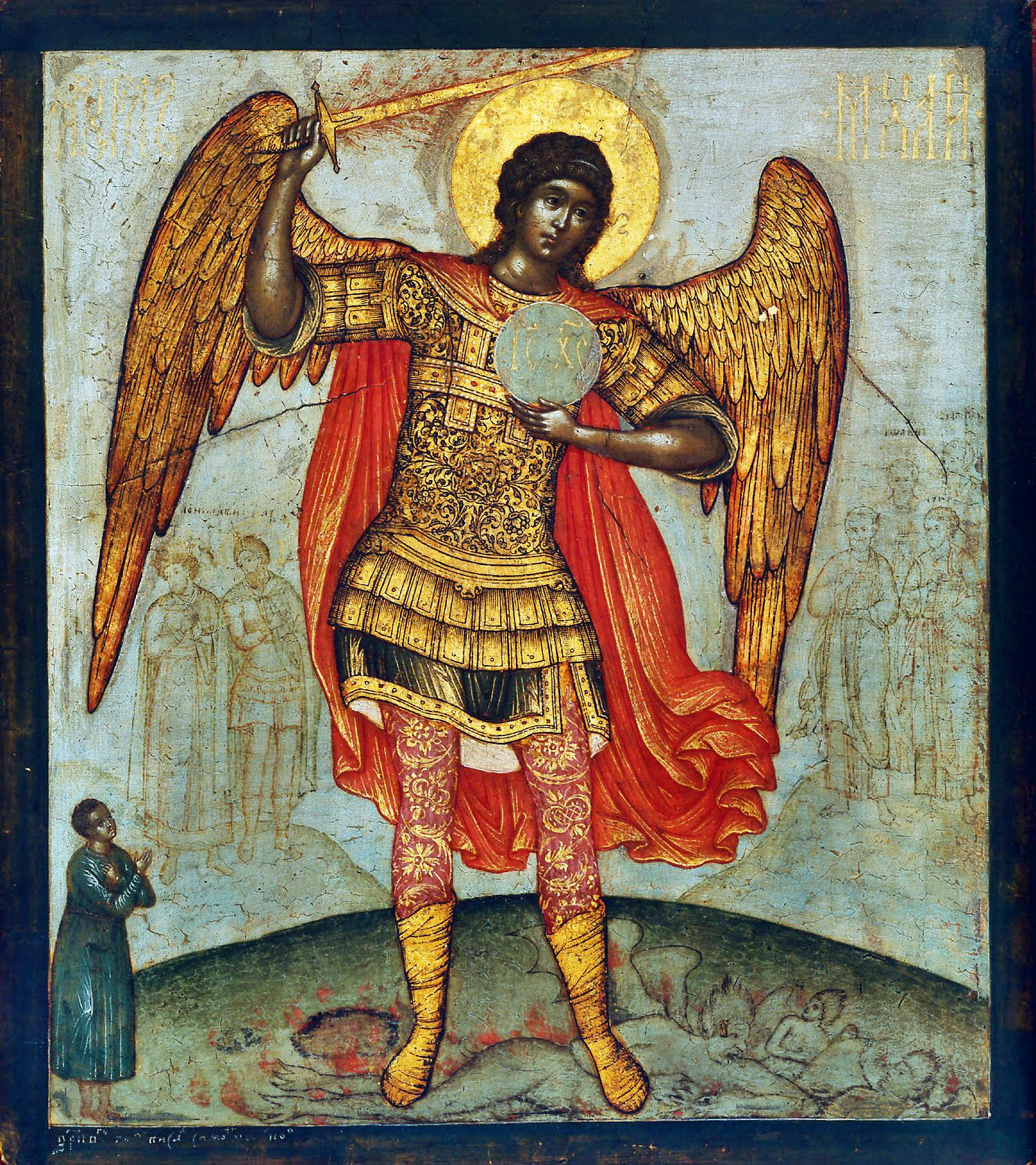
Sfântul Arhanghel Mihail, icoană de Simon Ușakov, secolul al XVII-lea

Desigur, există obiecții aduse acestei opinii teologice.

## Sfinții Arhangheli Mihail și Gavriil
8 noiembrie este sărbătoarea Sfinților Arhangheli Mihail și Gavriil, în jurul cărora Biserica adună și serbează toată obștea, tot "soborul" Sfinților Îngeri laolaltă. Ca sărbătoare a îngerilor, ziua de 8 noiembrie a început a se serba de prin veacul al V-lea și ea s-a răspândit repede în tot Răsăritul creștin.

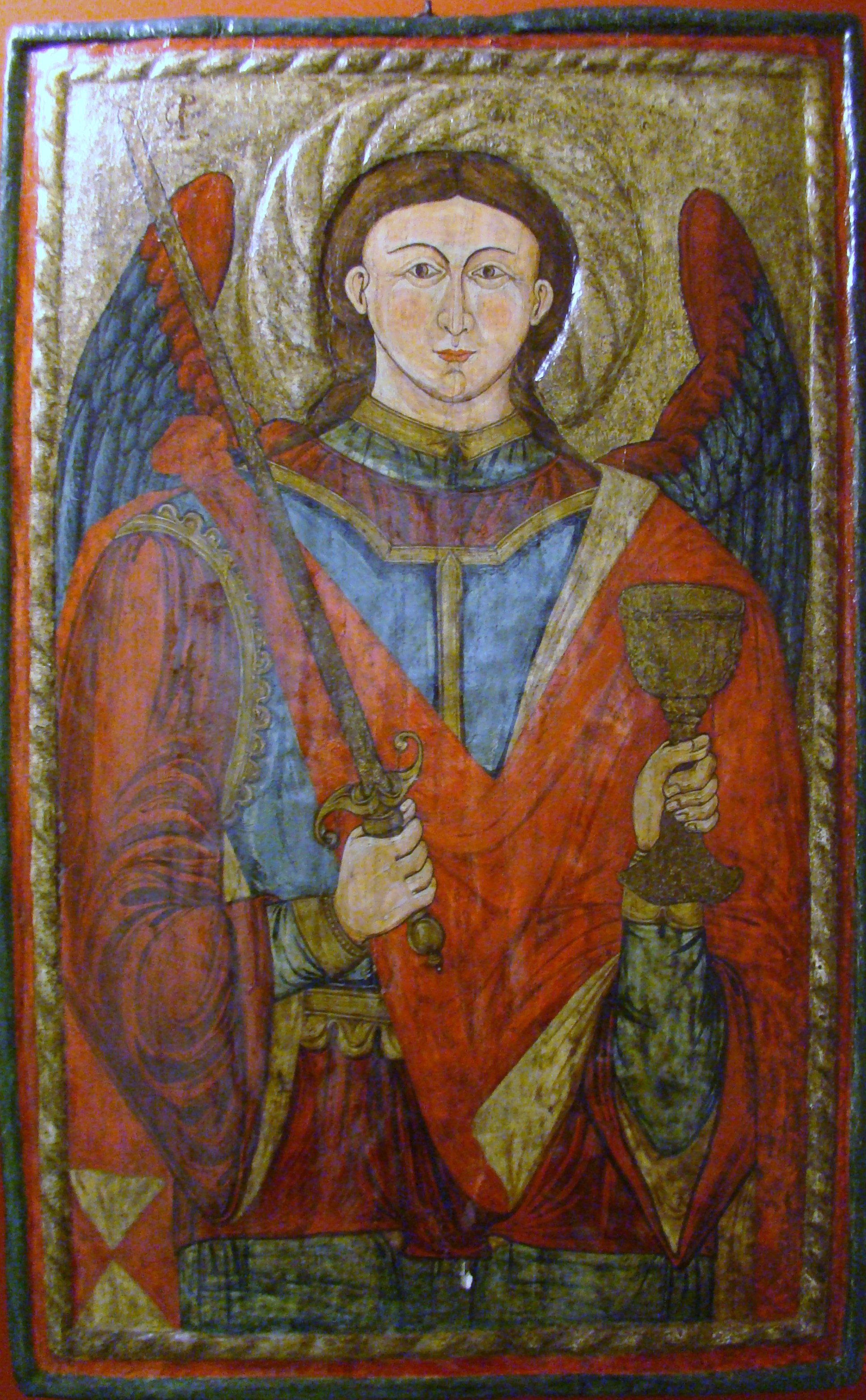
Arhanghelul Mihail (icoană pe lemn, Nechita Zugrav, 1758)

Despre îngeri se spune că sunt "duhuri slujitoare" (Evrei, 1, 14), adică ființe fără de trupuri, slugi credincioase lui Dumnezeu și totodată prieteni și ocrotitori ai oamenilor. Așadar, dacă îngerii se arată sub forme văzute, aceasta nu este firea lor adevărată; forma văzută este un chip de împrumut, ei fiind "lumea nevăzută", "cerul".
După Sfânta Scriptură și după mărturisirile Sfinților, îngerii iubesc pe Dumnezeu, Îl preamăresc și împlinesc voia Lui în conducerea lumilor, împărățiilor, a popoarele, a oamenilor. Ca slujitori, îngerii uneori împlinesc și pedepse date de Dumnezeu, precum focul din Sodoma sau pedepsele din Egipt. Dar, în mod statornic, îngerii ajută la apărarea și călăuzirea oamenilor. Ei duc rugăciunile la Dumnezeu, ocrotesc pe cei drepți: pe Lot de foc, pe Ilie de Ahab, pe cei trei tineri în cuptorul din Babilon, pe Apostolul Petru de Irod. De asemenea, îngerii vestesc faptele mari ale mântuirii: Nașterea Domnului, suferința din Ghetsimani, Învierea Domnului, a doua Lui venire. Îngerii păzitori sfătuiesc de bine pe oameni prin glasul conștiinței: tot ce este în noi bun, curat, luminat, orice gând frumos, orice mișcare bună a inimii, rugăciunea, pocăința, faptele bune, toate acestea se nasc în noi și se înfăptuiesc din îndemnul îngerului păzitor.
La început, toți îngerii au fost făcuți de Dumnezeu buni, strălucind de frumusețe, de înțelepciune și de tot felul de daruri. Dar, Stăpânul Cerului și al pământului i-a supus unei încercări prin care îngerii, dispunând de voie liberă, să-și dovedească ascultarea. În această încercare, ce s-a petrecut înainte de facerea lumii, o parte din îngeri, în frunte cu Lucifer, cel mai frumos și cel mai înzestrat dintre ei, s-a răzvrătit împotriva Creatorului, zicând: "Pune-voi scaunul meu deasupra norilor și voi fi asemenea cu Cel Preaînalt". Amețit de mândrie, n-a vrut să mai asculte de Dumnezeu.
Despre căderea lui Lucifer și a îngerilor lui, Scriptura ne vorbește așa: "Și s-a făcut război în cer: Mihail și îngerii lui au pornit război cu balaurul. Și se războia și balaurul și îngerii lui și n-a izbutit el, nici nu s-a mai găsit pentru ei loc în cer. Și a fost aruncat balaurul cel mare, șarpele cel de demult, care se cheamă Satana, diavolul cel ce înșela pe toată lumea, pe pământ și îngerii lui au fost aruncați cu el". Astfel a căzut Lucifer din cinstea de arhanghel: "Am văzut pe Satana ca un fulger căzând din cer".
În momentul în care Satana a căzut împreună cu cei care l-au urmat în răzvrătirea lui, Sfântul Arhanghel Mihail ar fi spus: „Să luăm aminte! Să stăm bine, să stăm cu frică înaintea Celui ce ne-a făcut pe noi și să nu cugetăm cele potrivnice lui Dumnezeu. Să luăm aminte ce au pătimit cei ce erau împreună cu noi zidiți și cum se împărtășeau cu noi din dumnezeiasca lumină. Să luăm aminte cum, îndată, din lumină s-au prefăcut în întuneric pentru mândria lor și din înălțime au fost aruncați jos, în adînc. Să luăm aminte, cum a căzut din cer luceafărul cel ce răsărea dimineața și s-a sfărâmat pe pământ“ (Viețile Sfinților pe luna Noiembrie).
Astfel s-a întocmit soborul, adică adunarea și unirea tuturor îngerilor credincioși lui Dumnezeu, iar Mihail Arhanghelul a fost rânduit de Atotputernicul Dumnezeu căpetenie a îngerilor buni și de bine făcător al mântuirii oamenilor și, luând chip văzut, s-a arătat multora, atât în Legea veche cât și în Legea nouă.
Împreună cu Sfântul Arhanghel Mihail este serbat și Arhanghelul Gavril, care, luând chip văzut, multe faceri de bine a dăruit neamului omenesc, arătate în cele două Testamente.

## Sărbători
- în calendarul ortodox: 8 noiembrie
- în calendarul romano-catolic: 29 septembrie
- în calendarul greco-catolic: 8 noiembrie
- în calendarul luteran: 29 septembrie
- în calendarul anglican: 29 septembrie

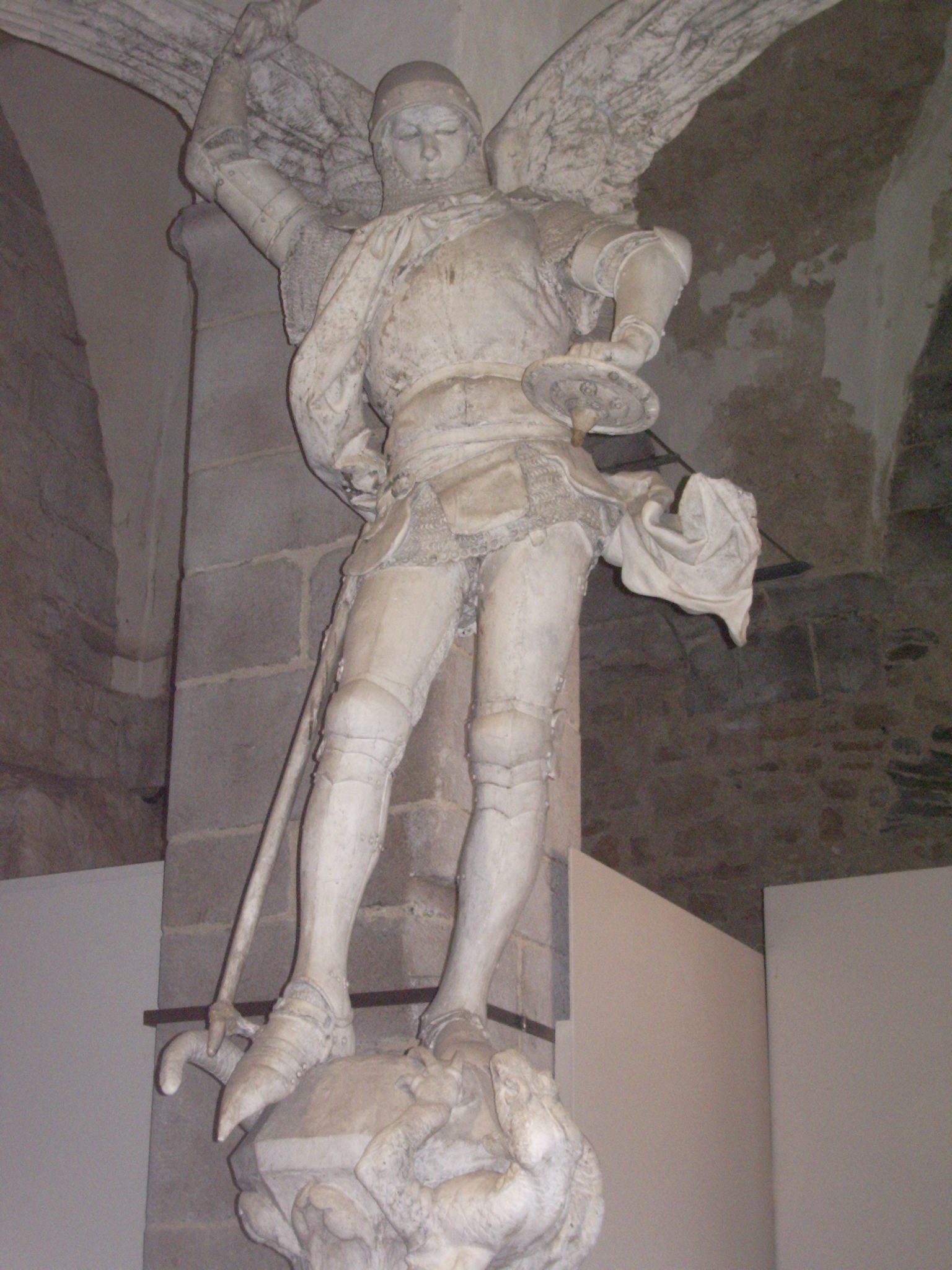
Statuia Sfântului Arhanghel Mihail la Mont Saint-Michel

## Locuri de pelerinaj
- Sanctuarul Sf. Arhanghel Mihail (lb. it: Santuario di San Michele Arcangelo) de pe muntele Gargano[19], cunoscut sub numele de Monte Sant’Angelo[20], Italia
- Mont Saint-Michel, în Franța